# Болеслав (гмина, Домбровский повет)
Болеслав (пол. Bolesław) — сельская гмина (волость) в Польше, входит как административная единица в Домбровский повет, Малопольское воеводство. Население — 2889 человек (на 2004 год).

## Демография
| Перепись                       | Всего   | Всего | Женщины | Женщины | Мужчины | Мужчины |
| ------------------------------ | ------- | ----- | ------- | ------- | ------- | ------- |
| Единицы                        | человек | %     | человек | %       | человек | %       |
| Население                      | 2889    | 100   | 1464    | 50,7    | 1425    | 49,3    |
| Плотность населения (чел./км²) | 81,6    | 81,6  | 41,3    | 41,3    | 40,2    | 40,2    |

## Соседние гмины
1. Гмина Грембошув
2. Гмина Менджехув
3. Гмина Новы-Корчин
4. Гмина Олесно